# Camisola

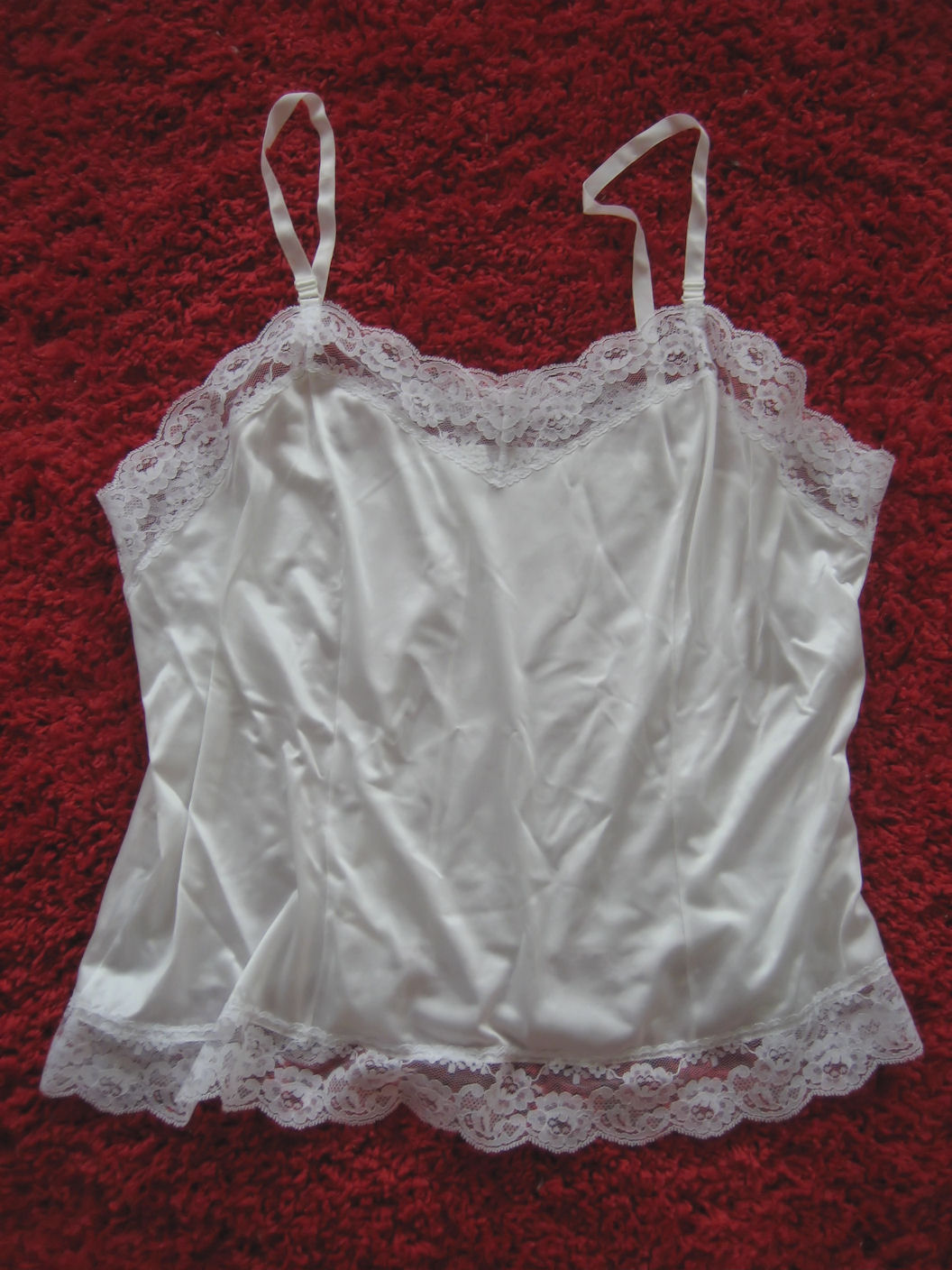
Camisola

Una camisola és una peça de roba interior femenina sense mànigues, similar a una samarreta sense mànigues, que en general s'estén fins a la cintura. La camisola es fa generalment de setí, niló o cotó.

## Història
Històricament, la camisola que es refereix a les jaquetes de diverses menes, bates femenines i jaquetes de màniga usades pels homes.
En l'ús modern d'una camisola és una ampla roba interior femenina sense mànigues que cobreix la part superior del cos, però és més curta que una camisa. Una camisola normalment va fins a la cintura, però de vegades es retalla per a exposar el ventre o s'estén a tota la regió pèlvica. Les camisoles es fabriquen a partir de materials lleugers, comunament a base de cotó, ocasionalment setí o de seda, o teixits elàstics, tals com elastà, niló o spandex.
Una camisola té en general tirants prims i es pot usar sobre un sostenidor o sense aquest. Dell 1989 ençà, algunes camisoles tenen un sostenidor incorporat amb cèrcol o un altre suport que elimina la necessitat d'un sostenidor. Recentment, les camisoles s'utilitzen com a roba exterior.